# Сайраново (Ішимбайський район)
Сайра́ново (рос. Сайраново, башк. Һайран) — село у складі Ішимбайського району Башкортостану, Росія. Входить до складу Сайрановської сільської ради.
Населення — 339 осіб (2010; 319 в 2002).
Національний склад:
- башкири — 100%

## Видатні уродженці
- Хабіров Радій Фарітович — російський політик, тимчасово викоуючий обов'язки Глави Республіки Башкортостан.